# Hippo
Hippo (stgr. Ἱππώ) – w mitologii greckiej dziewczyna żyjąca w Leuktrach, córka Skedasosa, zmarła śmiercią samobójczą.
Hippo mieszkała w Leuktrach, w domu swego ojca Skedasosa, wraz z siostrą imieniem Molpia. Hippo i jej siostra zostały skrzywdzone przez dwóch Spartan o imionach Frurarchidas i Partenios, którzy zgwałcili Hippo i Molpię. Siostry poczuły się zhańbione i, nie potrafiąć inaczej poradzić sobie z doznaną traumą, dokonały samobójstwa przez zadzierzgnięcie.
Po śmierci swych córek Skedasos próbował osiągnąć dla nich sprawiedliwość. Nalegał u Lacedajmończyków na ukaranie Frurarchidasa i Parteniosa, ci jednak uniknęli kary za popełnione przestępstwo. W efekcie Skedasos przeklął Spartę, po czym również popełnił samobójstwo. Bogowie jednak nie pozostawili jego krzywdy bez odpowiedzi. Stała się ona jednym z powodu gniewu niebios, który dotknął Lacedajmon w czasie Epaminondasa.